# 用户创新
用戶創新是指由消費者和最終用戶，而不是由制造商發展出的創新。麻省理工學院的埃里克·馮·希貝爾教授發現，大多數產品和服務實際上是由用戶發展出來的
用戶將想法告訴制造商。這是因為產品是為滿足最廣泛的需求而開發出來的；當個別用戶遇到了大多數消費者沒有遇到的問題，這些用戶別無選擇，只有發展出現有產品的修改，或全新的產品，來解決這些問題。
通常用戶創新將會與制造商分享創意，期待制造商能夠生產出這些產品。用戶創新逐步得到重視，正是體現了信息通訊技術發展下創新由生產範式向服務範式的轉變。
信息通信技術（ICT）特別是移動技術的融合與發展推動了社會形態的深刻變革，推動了知識社會的形成和創新形態的嬗變，
生活、工作在社會中的用戶和大眾成為創新的主體更深切的參與創新進程，傳統意義的實驗室的邊界以及創新活動的邊界也隨之消融。『以生產者為中心的創新模式正在向以用戶為中心的創新模式轉變，創新正在經歷從生產範式向服務範式轉變的過程，正在經歷一個民主化的進程』。以實驗室科技研發人員為中心的傳統科技創新活動面臨挑戰，以用戶為中心、社會為舞臺的面向知識社會、以人為本的下一代創新模式，即創新2.0模式正逐步顯現其生命力和潛在價值，用戶創新成為科技創新活動的重要戰場。
面向知識社會的用戶創新是用戶參與的以用戶為中心的創新，特別關注用戶體驗，用戶體驗也因此被稱為創新2.0模式的精髓。北京應用創新園區的AIP模式是中國對面向知識社會創新2.0的重要探索，更將用戶體驗作為“三驗”創新機制之首。
1986年，埃里克·馮·希貝爾引入了領先用戶方法，可以用於系統地研究用戶創新，以便在新產品開發中應用。

## 相關書籍
- 《客戶才是你的創新總監》（The Sources of Innovation）譯者：柳卸林、陳道斌等 出版社：博雅書屋 出版日期：2011年7月22日 ISBN 9789866098192

## 外部連結
- New York Times on User Innovation （页面存档备份，存于）
- Eric Von Hippel's books on user innovation （页面存档备份，存于）
- Innovation 2.0: Towards a service Paradigm （页面存档备份，存于）